# Абадсалок
А́бадсалок (венг. Abádszalók) — город в центральной части Венгрии, в медье Яс-Надькун-Сольнок. Расположен примерно в 50 км к югу от Эгера на южной оконечности озера Тиса. Он занимает площадь в 132,23 км² (51 квадратная миля). Является одним из курортных и туристических городов Венгрии. Главными туристическими местами являются озеро Тиса или близлежащие достопримечательности.

## История
Первое упоминание о городе датируется 1271 годом. Первоначально две небольшие деревушки — Tiszaabád и Tiszaszalók. В 1717 году деревни становятся постоянно населёнными. В 1733 была построена деревянная церковь. В 1740 здесь поселились около 44 семей ремесленников из Германии, чьи потомки живут до сих пор. В деревнях начинают также селиться протестантские поселенцы. К 1770 году католического населения стало большинство. С 1850 года Tiszaabád и Tiszaszalók несколько раз объединялись и разъединялись снова. Окончательное слияние двух деревень произошло в 1896 году. Город получил название от слияния частей прежних названий деревень — Tisza(abád) и Tiszas(zalók).

## Население
| Год  | Численность | Численность |
| ---- | ----------- | ----------- |
| 2011 | 4180        | [ 4 ]       |
| 2013 | 4328        | [ 5 ]       |
| 2014 | 4328        | [ 6 ]       |
| 2017 | 4129        | [ 7 ]       |
| 2021 | 4058        | [ 8 ]       |
| 2022 | 3869        | [ 9 ]       |
| 2023 | 3849        | [ 10 ]      |
| 2024 | 3799        | [ 1 ]       |